# Imbrasia buchholzi
Imbrasia buchholzi är en fjärilsart som beskrevs av Carl Plötz 1880. Imbrasia buchholzi ingår i släktet Imbrasia och familjen påfågelsspinnare. Inga underarter finns listade i Catalogue of Life.